# Lalibela
Lalibela (tiếng Amhara: ላሊበላ) là một thị trấn của vùng Amhara, Ethiopia. Nơi đây nổi tiếng với các nhà thờ cắt đá nguyên khối. Toàn bộ thị trấn từng là một nền văn minh thời Trung cổ và hậu Trung cổ của Ethiopia. Nó là một trong số những nơi linh thiêng nhất tại Ethiopia chỉ sau mỗi Aksum và cũng là một trung tâm hành hương. Không giống như Aksum, dân số của Lalibela gần như hoàn toàn là người Chính thống giáo Ethiopia.
Ethiopia là một trong những quốc gia đầu tiên áp dụng Cơ đốc giáo trong nửa đầu của thế kỷ 4, và nguồn gốc lịch sử của nó bắt đầu từ thời của các Tông đồ. Các nhà thờ có niên đại từ thế kỷ thứ 7 đến 13, và theo lịch sử truyền thống là dưới triều đại của vua Zagwe Gebre Mesqel Lalibela (1181–1221).